# Damon Keeve
Damon Z. Keeve (ur. 27 sierpnia 1960 w San Francisco) – amerykański judoka. Dwukrotny olimpijczyk. Zajął siódme miejsce w Barcelonie 1992 i 21. w Atlancie 1996. Walczył w wadze superciężkiej.
Uczestnik mistrzostw świata w 1985 i 1995. Startował w Pucharze Świata w 1992 i 1996. Wicemistrz igrzysk panamerykańskich w 1987 i trzeci w 1995 roku.

## Letnie Igrzyska Olimpijskie 1992
| Konkurencja | Rundy eliminacyjne | Repasaże                   | Repasaże             | Repasaże             | Klas. końcowa |
| Konkurencja | Przeciwnik I       | Przeciwnik I               | Przeciwnik II        | Przeciwnik III       | Miejsce       |
| ----------- | ------------------ | -------------------------- | -------------------- | -------------------- | ------------- |
| +95 kg      | Imre Csősz (HUN) P | Stefano Venturelli (ITA) Z | Dame Stojkow (BUL) Z | Frank Moreno (CUB) P | 7.            |

## Letnie Igrzyska Olimpijskie 1996
| Konkurencja | Rundy eliminacyjne      | Klas. końcowa |
| Konkurencja | Przeciwnik I            | Miejsce       |
| ----------- | ----------------------- | ------------- |
| +95 kg      | Rusłan Szarapow (BLR) P | 21.           |